# 6091 Mitsuru
A 6091 Mitsuru (ideiglenes jelöléssel 1990 DA1) a Naprendszer kisbolygóövében található aszteroida. Endate, K. és Vatanabe Kazuró fedezte fel 1990. február 28-án.